# Disturbing the Peace
Disturbing the Peace è il secondo album della band Alcatrazz pubblicato nel 1985 per l'etichetta discografica Capitol Records.

## Tracce
1. God Blessed Video (Bonnet, Vai) 3:31
2. Mercy (Bonnet, Shea, Uvena, Vai, Waldo) 4:24
3. Will You Be Home Tonight (Bonnet, Vai, Waldo) 5:02
4. Wire and Wood (Bonnet, Vai) 3:29
5. Desert Diamond (Bonnet, Vai) 4:20
6. Stripper (Bonnet, Vai) 3:53
7. Painted Lover (Bonnet, Vai) 3:24
8. Lighter Shade of Green [strumentale] (Vai) 0:46
9. Sons and Lovers (Bonnet, Vai) 3:38
10. Skyfire (Bonnet, Vai) 3:55
11. Breaking the Heart of the City (Bonnet, Vai) 4:59

## Formazione
- Graham Bonnet - voce
- Steve Vai - chitarra
- Gary Shea - basso
- Jan Uvena - batteria
- Jimmy Waldo - tastiere